# Звичайна торговельна операція
Звичайні торговельні операції - умови та ділова практика, які протягом обґрунтованого строку, що передує експорту товару, що є об'єктом розслідування, були звичайними у торгівлі таким товаром або товарами, які мають схожі умови виробництва, продажу або збуту.